# Augustine Gandolfo
Pour les articles homonymes, voir Gandolfo.
Augustine Gandolfo, dite Rosita Gandolfo, est une dompteuse franco-italienne, née Agustina Francesca Gandulfo à Vercelli le 19 août 1873 et morte à Grenoble le 6 avril 1891, tuée par une lionne.

## Biographie

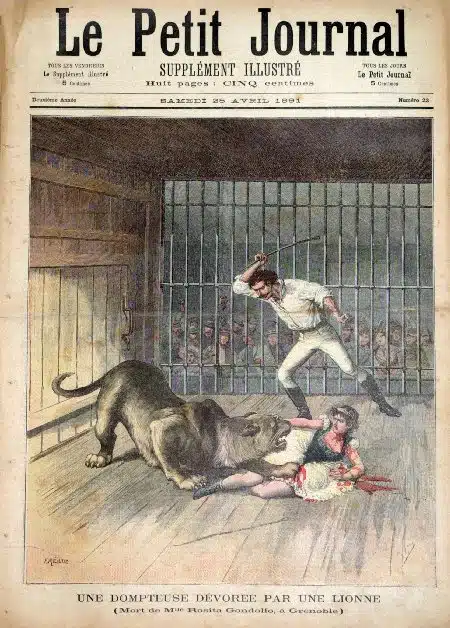
La mort de Rosita Gandolfo, dans Le Petit Journal du 25 4 1891.

Agustina Francesca Gandulfo naît à Vercelli dans la province de Turin, le 19 août 1873,. Elle est la fille d'un couple de forains,  Giuseppe Gandulfo, dit Joseph Gandolfo, directeur de ménagerie né à Mezzanego en 1817, et Joséphine Bertrand, née à Toulouse en 1842, mariés en 1859 à Nancy.
Au moment de la naissance d'Augustine Françoise, le couple a déjà eu plusieurs enfants, nés — et pour certains, morts — au gré de leurs déplacements en France (Est, vallée du Rhône, Sud-Ouest) : Louise Antoinette (1860-1860) ; Louis François (1861-18??) ; Thérèse Joséphine (1862-18??) ; Antoine Jean (1863-1869) ; Lucie Augustine (1864-18??) ; Bernard Marie (1868-1891). En France, le patronyme de la famille est souvent transcrit Gandolfo et les prénoms italiens francisés : Agustina Francesca Gandulfo est appelée Augustine Françoise Gandolfo. 
Adolescente, elle fait partie, avec ses parents et son frère Bernard Marie, de la troupe d'un cirque basé à Lyon où elle officie sous le pseudonyme de Rosita Gandolfo.
Le 5 avril 1891, la troupe doit se produire à la foire des Rameaux, une fête foraine qui se déroule chaque année à Grenoble depuis la fin du XVIIIe siècle. Augustine Gandolfo a l'habitude d'entrer dans la cage aux oursons, mais elle décide pour la première fois de remplacer son frère, malade, dompteur attitré de Lydie, une lionne de l'Atlas,. Avant la représentation, tandis qu'elle lui fait faire quelques exercices, la jeune fille est brusquement attaquée par l'animal. Le journaliste et dompteur Henry Thétard raconte que l'accident aurait été causé par une erreur d’inattention du garçon de piste chargé de manipuler les séparations cloisonnant la cage, ce qui aurait perturbé la lionne. Mordue à la gorge et aux poumons, la dompteuse succombe à deux heures du matin à ses blessures, à l'hôpital de la ville, à l'âge de 17 ans,.

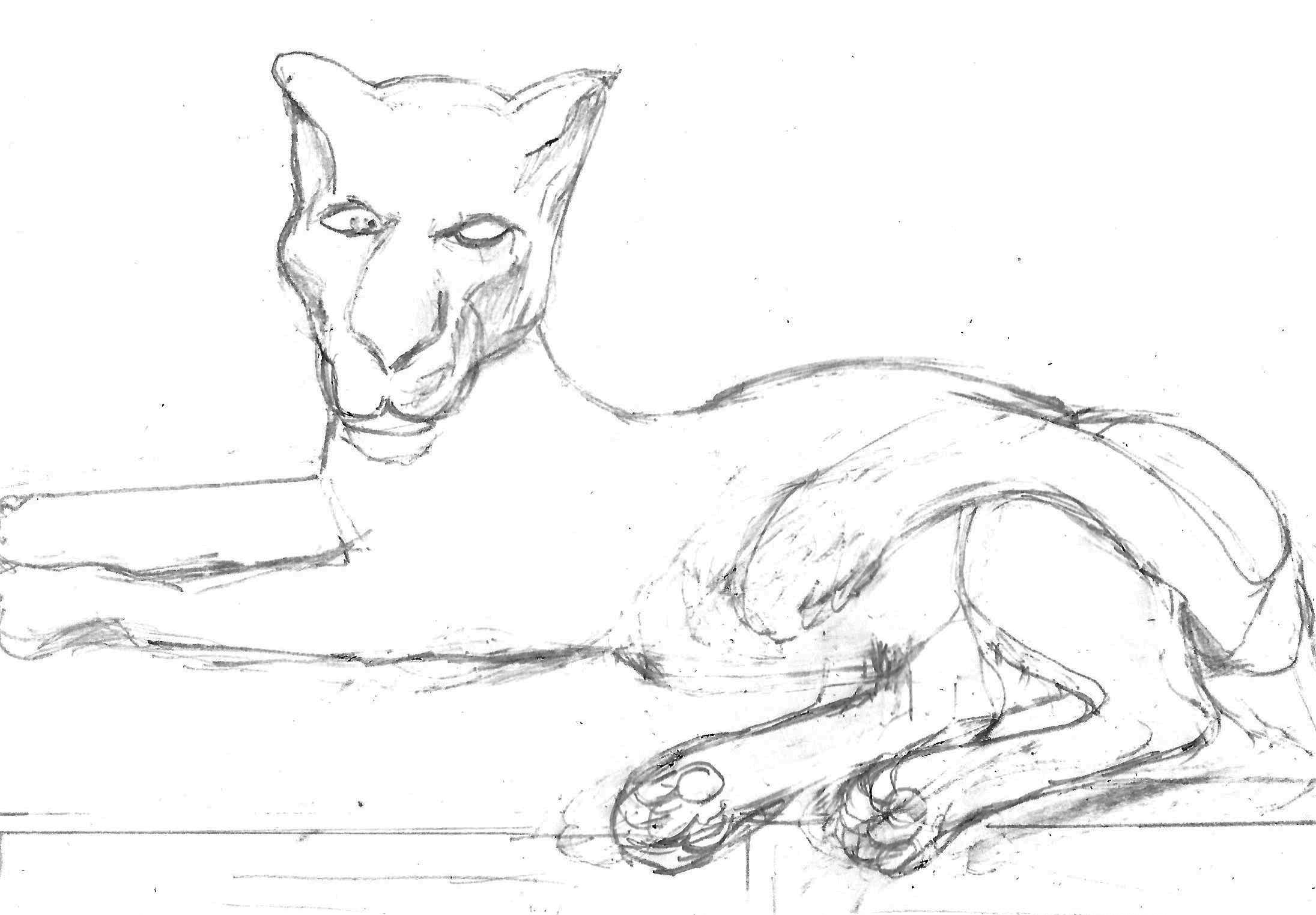
Lionne de la tombe d'Augustine Gandolfo.

Elle est inhumée au cimetière Saint-Roch de Grenoble (carré 5 – rang 13 – concession 2832) dans une tombe surmontée de la statue d'une lionne. La sépulture devient un lieu de rituel des forains, qui la fleurissent chaque année en avril, pour rendre hommage à leurs dompteuses et dompteurs disparus.
La statue de la lionne, volée depuis son installation, a été remplacée en 2018, et la tombe rénovée.

## Après l'accident
Bernard Marie Gandolfo meurt quelques semaines après sa sœur, à Bron, à l'âge de 22 ans. 
Après l'accident, la lionne Lydie continue d'être employée par la troupe Gandolfo puis par la ménagerie Pezon, la mort d'Augustine Gandolfo étant présentée dans la presse comme un argument sensationnel,,. En mars 1901, une des sœurs Pezon est à son tour attaquée par la lionne, tout comme le dompteur Lucas le mois suivant. Tous deux s'en tirent, malgré de sérieuses morsures.
En 1926, un article de Rouen gazette sur l'artiste Édouard Eveno mentionne qu'il possède parmi sa collection de curiosités « la dépouille de la lionne Lydie, qui blessa mortellement la dompteuse Rosita Gandolfo ».
En octobre 1941, le dompteur Jean Pezon meurt à son tour, après avoir été attaqué par une jeune lionne aussi baptisée Lydie qu'il avait élevée,.